# Limenitis vodena
Limenitis vodena är en fjärilsart som beskrevs av Hans Fruhstorfer 1915. Limenitis vodena ingår i släktet Limenitis och familjen praktfjärilar. Inga underarter finns listade i Catalogue of Life.